# 浅野りん
浅野 りん（あさの りん、2月23日 - ） は、日本の漫画家。京都府京都市中京区出身。女性。代表作は『であいもん』。

## 来歴
- 1991年、エニックス（現スクウェア・エニックス）の『ドラゴンクエスト4コママンガ劇場』の一企画「4コマクラブ」に、「浅野倫子」名義で投稿。
- 1992年、「Ghost & mother's love」で第3回ビッグルーキー大賞佳作。
- 1993年、『フレッシュガンガン』掲載の短編「プロブレム・ハウス」でデビュー。
- 1995年に初の長編作品となる『CHŌKOビースト!!』をエニックスの『月刊少年ガンガン』で連載。その後も、『PON!とキマイラ』など、エニックスの漫画雑誌でいくつかの作品を発表する。
- 2002年以降はエニックスお家騒動のため作品発表の場をマッグガーデンの雑誌に移し、『天外レトロジカル』の連載を開始（2007年に連載終了）。2004年にはドラマCD化された。
- 2003年からは並行して、エニックスの『月刊ガンガンWING』に連載され、マッグガーデンへの移籍で連載が未完のまま中断されていた『PANGAEA パンゲア』を、『コミックブレイドMASAMUNE』誌上にて『pangaea/ezel パンゲア・エゼル』と改題して再開。同誌の休刊により『月刊コミックアヴァルス』誌上にて連載が続行され、2011年に終了。
- 2008年12月、『コミックブレイドBROWNIE』創刊号にて『京洛れぎおん』を連載開始。『BROWNIE』第2号が発売延期未定になったため、2009年7月発売の『月刊コミックブレイド』にて再開、2013年に連載終了。
- 2010年3月発売の単行本上にて、結婚したことを発表。同年の『コミックブレイドアヴァルス』12月号にて、女児を出産したことを発表。
- 2016年5月、株式会社KADOKAWA刊『ヤングエース』6月号にて『であいもん』を連載開始。

## 人物
- 同じく漫画家の幸宮チノとも仲が良く、『ドラゴンクエスト』などの4コママンガ劇場の楽屋裏ではよく名前が出てきていた。
- 趣味は映画で、お気に入りは『ウエスト・サイド物語』。
- 仏教系の高校出身で、「恋してなんぼ」（『平成バンパイアの逆襲 浅野りん作品集』所収）ではその体験を生かしている。また「弥栄」「笠置」など京都の地名に由来した登場人物名をしばしば使用する。

## 作品リスト

### エニックス（現スクウェア・エニックス）
- 連載
  - CHŌKOビースト!!（月刊少年ガンガン、1995年 - 1997年、全4巻）
  - PON!とキマイラ（月刊少年ガンガン、1997年 - 2001年、全7巻）
  - PANGAEA パンゲア（月刊ガンガンWING、1999年 - 2002年、全5巻）
- 短編集
  - ビースト&ビースト 浅野りん短編集（1997年、全1巻）
  - 平成バンパイアの逆襲 浅野りん作品集（2000年、全1巻）

### マッグガーデン
- 連載
  - 天外レトロジカル（月刊コミックブレイド、2002年 - 2007年、全7巻）
  - 新装版 CHŌKO・ビースト!!（2003年、全4巻）
  - pangaea/ezel パンゲア・エゼル（コミックブレイドMASAMUNE→月刊コミックブレイドアヴァルス、2003年 - 2011年、全7巻）
  - 新装版 PANGAEA パンゲア（2008年、全5巻）
  - 京洛れぎおん（コミックブレイドBROWNIE→コミックブレイド、2008年 - 2013年、全5巻）

- 画集
  - 色節 -浅野りん Illustration Works（2004年、マッグガーデン）
    - ISBN 978-4-86127-017-8

### 少年画報社
- 連載
  - 恋とごはんと虹色日和（みんなの食卓、2015年 - 2016年、全1巻）

### KADOKAWA
- 連載
  - であいもん（ヤングエース、2016年 - 連載中、既刊19巻）※2025年5月現在。

### テレビ
- 漫画協力
  - IP〜サイバー捜査班 第6話（作中の漫画「霊魂人(アニマビト)」の作画担当）

## 師匠
- 堤抄子